# Affaire Els Van Doren
L'affaire Els Van Doren, surnommée le meurtre au parachute, est une affaire criminelle belge de la fin des années 2000. La parachutiste Els Van Doren se tue lors d'un saut, son parachute principal et celui de secours ne s'ouvrant pas. L'enquête démontre que ceux-ci ont été sabotés. Els « Babs » Clottemans, également parachutiste, est accusée du meurtre, sur fond de rivalité amoureuse et condamnée à trente ans de prison. 

## Les faits et l'enquête
Els Van Doren, épouse de Jan De Wilde, bijoutier d'Anvers et mère de trois enfants, est une parachutiste amatrice qui meurt lors d'un saut en parachute le 18 novembre 2006 à Opglabbeek, petite commune située près de l'aérodrome de Zwartberg à 6km au nord-est de Genk, non loin de la frontière avec les Pays-Bas. Ses deux parachutes, le principal et celui de réserve, n'ont pas réussi à se déployer et elle finit sa chute dans un jardin. Le drame est filmé par une caméra vidéo montée sur son casque.
Lors des analyses, la police constate que les cordons reliant l'extracteur des parachutes ont été coupés. L'entourage de la victime est auditionné. Els « Babs » Clottemans, une institutrice flamande de 22 ans et parachutiste amatrice, devient suspecte quand elle tente de se suicider juste avant sa deuxième déclaration à la police un mois après l'incident. La police apprend au cours de son enquête l'existence d'un triangle amoureux, entre Van Doren et Clottemans et leur amant commun Marcel Somers, Hollandais d'Eindhoven également parachutiste qui fait partie du même para-club de Zwartberg, l'homme étant l'instructeur des deux femmes parachutistes. Clottemans aurait eu l'occasion de saboter le parachute de Van Doren une semaine avant le saut fatal et aurait pu avoir comme mobile de vouloir se débarrasser d'une rivale amoureuse. L'enquête a en effet révélé qu'une semaine avant le drame, le trio avait passé une nuit dans le même appartement et qu'Els Clottemans avait été contrainte de dormir sur un matelas dans le salon, alors que Somers et Els Van Doren faisaient l'amour dans la chambre à côté,.

## La condamnation
Jan De Wilde et Marcel Somers se soumettent au détecteur de mensonge mais Els Clottemans s'y refuse. Cette dernière est inculpée et arrêtée en janvier 2007, puis libérée sous caution en janvier 2008. Son procès à la cour d'assises de Tongres s'ouvre le 24 septembre 2010. Alors que la jeune femme clame son innocence, le procureur réclame la réclusion à perpétuité mais les douze jurés la condamnent, le 21 octobre 2010, à une peine d'emprisonnement de trente ans. En l'absence de preuve matérielle la confondant, le jury populaire s'est fondé sur un faisceau de présomptions et a retenu comme circonstance atténuante la personnalité fortement perturbée de l'accusée. Clottemans forme un pourvoi en cassation à l'encontre de cet arrêt, lequel pourvoi est rejeté en mai 2011.
En juin 2022, Els Clottemans quitte la prison munie d’un bracelet électronique.

### Documentaire télévisé
- « Meurtre en plein ciel » le 21 septembre 2011 dans Enquêtes criminelles : le magazine des faits divers sur W9.